# Palacio de la Alfranca
El Palacio de la Alfranca o Casa Palafox es un palacio construido a finales del siglo XVIII que se encuentra situado en el municipio de Pastriz (Zaragoza, Aragón) en la Reserva Natural del galacho del Alfranca. Fue residencia de verano de los marqueses de Ayerbe.
Su nombre procede el paraje conocido como galacho de la Alfranca, situado en el tramo medio del valle del Ebro, a unos 10 km de la ciudad de Zaragoza y próximo a los galachos de La Cartuja y el Burgo de Ebro, en la reserva natural dirigida a los Sotos y Galachos del Ebro.

## Historia
En este palacio residía el general Palafox a comienzos de la Guerra de la Independencia Española, cuando los zaragozanos vinieron a buscarle para ponerlo al frente de la defensa de la ciudad.
El conjunto monumental está formado por dos edificios, el palacio y las caballerizas del siglo XVIII. El palacio tiene tres pisos y las caballerizas dos.
Actualmente es la catedral del Centro Internacional del agua y el Medio Ambiente del Gobierno de Aragón.

## Descripción
El palacio responde a la tipología habitual de palacio neoclásico de planta rectangular y tres alturas, formando un volumen cúbico en torno al cual se extienden los jardines.
- En la planta baja el acceso da paso al zaguán, donde arranca la escalera, de buenas proporciones; esta planta se completa con salones, comedor y dependencias de servicio.
- En la primera planta se sitúan los dormitorios y en la superior, almacenes y otras dependencias.

Unas finas impostas marcan la separación entre las tres plantas, las cuales se articulan por vanos regularmente distribuidos y de diferente tamaño en cada planta, enfatizándose los de la primera. En la planta baja, sobre un zócalo de sillar, se disponen seis ventanas, tres a cada lado de la puerta, la cual va precedida por un pórtico saliente, de planta cuadrada y con columnas jónicas en los ángulos sosteniendo un entablamento que da paso a una balconada en la primera planta; a ambos lados del balcón central se abren los ventanales, en igual número que en la planta inferior, con alféizares moldurados y pequeñas cornisas rematando cada ventanal.
- El piso superior, de poca altura, abre pequeñas ventanas. Un alero de madera apeado por sencillos canes, da paso a la cubierta de teja curva y a cuatro aguas.

El palacio es un sobrio y elegante edificio neoclásico, muy representativo de la época y el estilo pero muy singular en la región.
Destacan las sobrias proporciones y la armónica composición de sus fachadas, especialmente la de la principal, en cuya rítmica distribución de huecos sobresale el pórtico avanzado en la planta baja que pasa a balconada en la primera, actuando de elemento jerarquizador de la composición.
El palacio es el edificio mejor conservado dentro del conjunto por la solidez de su construcción, si bien se han realizado algunas modificaciones en el interior.
Frente al palacio se desarrolla un amplio jardín, con un paseo arbolado que une el acceso exterior con el pórtico de entrada al palacio.